# ヴァルター・ドルンベルガー

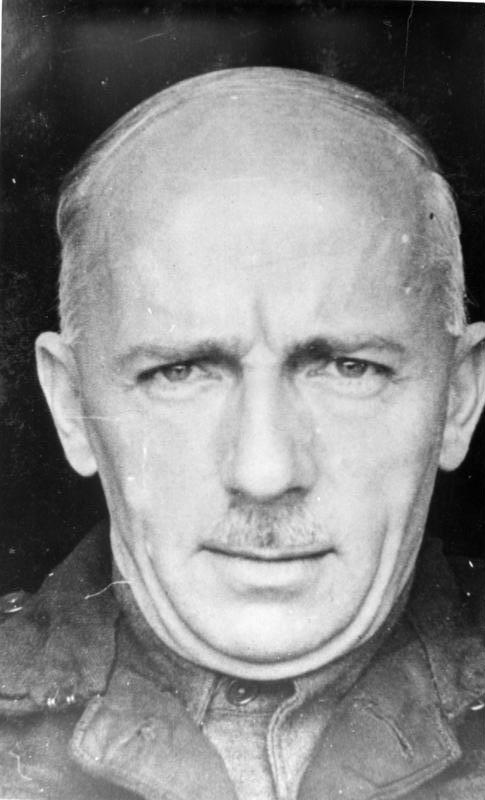
獄中のドルンベルガー（1947年）

ヴァルター・ロベルト・ドルンベルガー（Walter Robert Dornberger, 1895年9月6日 – 1980年6月27日）は、ドイツ出身の陸軍軍人、ロケット技術者。最終階級は陸軍少将（ドイツ国防軍）。ドイツ国防省陸軍兵器局でロケット開発の責任者を務め、第二次世界大戦後はフォン・ブラウンらと共にアメリカ合衆国に渡った。英語読みはウォルター・ロバート・ドーンバーガー。

## 経歴
三代続いた薬局の一家にギーセンに生まれる。兄が二人いる。第一次世界大戦が勃発すると軍に志願して従軍した。1918年10月から1920年3月までフランス軍の捕虜となっていた。戦後ヴァイマル共和国軍に採用され、1920年代末にシャルロッテンブルク工科大学（現：ベルリン工科大学）で機械工学を学び、学位を取得。
1932年、陸軍兵器局より固形燃料ロケットの開発を任される。ヴェルサイユ条約によりドイツは長距離砲の開発・所有を禁止されていたため、抜け道として条文にないロケットが注目されたのだった。1932年の春、ドルンベルガーとカール・ベッカーが宇宙旅行協会のロケット打ち上げ（失敗した）を見学した。見学後、ドルンベルガーは秘密厳守と軍事転用を条件にロケット打ち上げを支援する契約を申し出た。当時、若い学生で、チームの一員でもあったヴェルナー・フォン・ブラウンはこの契約に積極的だった。しかし、結局協会側はこの提案を断った。その後1932年11月、フォン・ブラウンは一人、ドイツ陸軍兵器局に入り、大型ロケット開発を始めた。
ドルンベルガーは、少佐当時の1935年7月、陸軍兵器局で部長に就任。1935年にベルリン工科大学よりジャイロスコープ開発への寄与により名誉博士号を贈られた。1936年には陸軍兵器局ロケット部長としてロケット開発の監督に任ぜられ、のちのV2ロケット（正式名称はAggregats 4）開発へと繋がった。
第二次世界大戦中の1943年、少将に昇進しペーネミュンデ陸軍実験場司令官に任命された。同年より1945年まで、V2ロケット部隊の訓練と補給を担当した。1943年9月より、ミッテルヴェルク有限会社の参与となり、コーンシュタインの地下坑道でミッテルバウ＝ドーラ強制収容所の囚人を強制労働させてロケットを生産した。西部戦線でのV2ロケット投入を賞され、1944年10月に戦功十字章剣付騎士章を授与された。

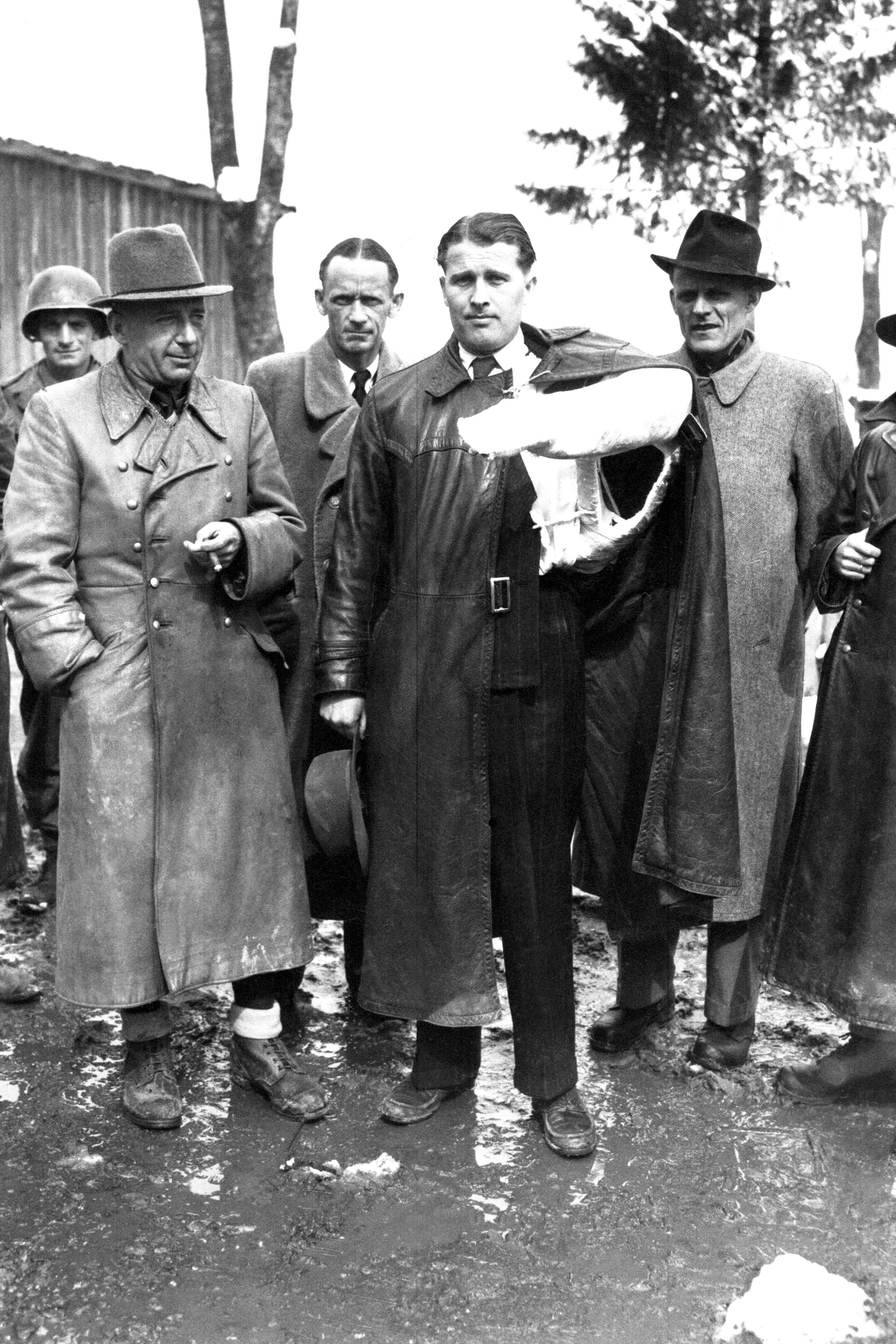
アメリカ軍の捕虜となった直後のドルンベルガー（左端帽子の人物）、フォン・ブラウン（中央）ら。（1945年5月）

1945年5月、チロル地方ロイッテでフォン・ブラウンらと共にアメリカ軍の捕虜となった。ドルンベルガーは戦争犯罪人として扱われ、ロケット技術確保を望むアメリカ軍は釈放に尽力したが、結局1947年7月までウェールズで収監されていた。獄中ではドルンベルガーは屋外労働にも出ず、他の捕虜たちとも交流せず、独房に何度も入れられたうえ、同じドイツ軍捕虜（ゲルト・フォン・ルントシュテット元帥など）からも嫌われ無視されていた。
1947年にアメリカ合衆国への出国が認められ、2年に渡りオハイオ州ライト・パターソン空軍基地でアメリカ空軍の顧問を務めた。そこではおよそ120人のドイツ人ロケット技術者が開発に従事し、家族を呼び寄せアメリカ市民権を取得した。その後ベル・エアクラフトに転職し、1959年から定年まで経営に参画した。そこではロケットで宇宙空間に出てマッハ5の超音速で帰還するというX-20の開発計画相談役を務めたが、これはのちのスペースシャトル計画の先駆けとなるものだった。1980年に西ドイツのザスバッハで死去した。

## 顕彰
1984年にアメリカ第7軍のパトリオットミサイルが最初に展開したのはドルンベルガーの故郷ギーセン近くであり、当時の西ドイツ国防相マンフレート・ヴェルナーによりその駐屯地は「ドルンベルガー」と名付けられた。この第43防空砲兵連隊第4大隊はこの駐屯地を1991年まで使用した。

## 著書
- ヴァルター・ドルンベルガー（著）、松井巻之助（訳）、『宇宙空間をめざして　V2号物語』、岩波書店、1967年